# فارس نعناع
فارس نعناع مواليد 25 سبتمبر 1975 في تونس، هو ممثل ومخرج ومنتج تونسي.

## بداياته
التحق فارس بمعهد السينما المغاربية "IMC" في تونس العاصمة، حيث حصل على دبلوم الإخراج في عام 1996. ومنذ عام 1997، يعمل في وظائف مختلفة كمساعد مخرج ومنتج ومنتج تنفيذي وممثل في العديد من الأفلام القصيرة والمسلسلات التلفزيونية.
في عام 2008، أصبح فارس نعناع معروفًا للجمهور التونسي بفضل دوره «مراد ناجي» في المسلسل التلفزيوني مكتوب.

## الإخراج

### أفلام طويلة
- 2002: الكتبية
- 2015: شبابك الجنة (فيلم) مع لطفي العبدلي.[4][5][6][7]

### أفلام قصيرة
- 2004: كاستينغ لحضور حفل زواج.[8]
- 2006: الذي قتل الأمير الساحر.
- 2007: ضربة في القلب.[9]
- 2016: أول عرض.
- 2021: دبّوس الغول.

## تمثيل

### السينما
- 2004: كاستينغ لحضور حفل زواج لفارس نعناع.
- 2004: فيزا (فيلم) لإبراهيم اللطيف.
- 2006: السعادة؟ مع محمد بن بشير.
- 2006: يجب أن أخبارهم مع آمال السماويََ.

### التلفزيون
- 2008-2014: مكتوب (مسلسل) لسامي الفهري، بدور مراد ناجي.

### البرامج
- 2014: ذوقنا (حلقة 7) على قناة تلفزة تي في.

## روابط خارجية
- فارس نعناع على موقع IMDb (الإنجليزية)
- فارس نعناع على موقع قاعدة بيانات الأفلام العربية